# Adriano Tardelli
Adriano Tardelli detto il Baionetta (Capanne di Careggine, 1896 – Piazza al Serchio, 1º febbraio 1945) è stato un antifascista italiano, membro della Resistenza. Durante la seconda guerra mondiale, si offrì per anni di far oltrepassare la Linea Gotica a decine di perseguitati - ebrei, slavi, rom, oppositori politici, omosessuali, etc. - ponendoli in salvo in territorio alleato. Pare anche che, durante i numerosi attraversamenti del fronte, portasse informazioni per conto del Comando della "Lunense" (Guidi, Garfagnana, cit., p.172).
Prigioniero per sospetta appartenenza a banda partigiana, fu fucilato il 1º febbraio 1945 insieme con le altre vittime della rappresaglia seguita all'imboscata nella quale perse la vita un giovane alpino.

## Biografia

### Le modalità dei "salvataggi"
Dopo averle ricevute in casa propria nelle Alpi Apuane - dove era nato e viveva con la moglie ed i loro nove figli - ed aver dato loro del cibo poiché, diceva, dovevano essere in forze per la notte, si preparava ad oltrepassare - con loro - in cordata, la linea del fronte, nell'oscurità più totale per eludere le postazioni di controllo tedesche o della Repubblica Sociale Italiana. Uno dei passi spesso transitati dal Baionetta era il cosiddetto "Passo di Scala", che aggirava l'estrema punta meridionale delle Coste del Giovo. Così descrive questo tratto lo storico Raffaello Raffaelli nella sua Descrizione geografica storica economica della Garfagnana:
“Per accedere alle Capanne, convien transitare lo spaventevole passo detto Balzo di Scala, per un sentiero, largo appena un metro, scavato nel vivo sasso che sopra la testa del passeggero sembra innalzarsi verso le nubi; ed al disotto fa inorridire lo sguardo, se rimira il dirupato e profondissimo burrone, che mette a piombo nella Turrite. Questa viuzza così spaventevole prolungasi per circa 100 metri; e dopo un chilometro raggiunge il villaggio che in antico era abitato soltanto da pastori, per cui prese il nome di Capanne.”
Una volta poste loro in salvo in territorio alleato, Tardelli era solito far ritorno a casa, sempre attraverso le montagne, prima che facesse giorno.

### L'arresto e l'esecuzione
Arrestato per sospetta appartenenza a banda partigiana, si trovava prigioniero nel carcere di Camporgiano quando, il 1º febbraio 1945, fu prelevato per ordine del generale Mario Carloni insieme ad altre cinque persone, detenute per motivi politici, e condotto nel comune di Piazza al Serchio per essere fucilato, per rappresaglia, dagli alpini della Divisione Alpina Monterosa, nei pressi di Cogna, nello stesso luogo dove il 28 gennaio era stato ucciso l'alpino Giuseppe Grigoli, di 19 anni, vittima di un'imboscata.
Lo storico Oscar Guidi riporta che il «"Baionetta" [...] fu catturato nella propria abitazione dopo essere rimasto ferito in seguito all'esplosione di una mina nei pressi della Foce di Mosceta, durante una delle sue "missioni". Sembra che nel primo periodo della sua prigionia, quando fu detenuto a Isola Santa, egli abbia avuto la possibilità di fuggire, ma abbia rinunciato per evitare guai alla propria numerosa famiglia». (Guidi, Garfagnana, cit., p. 172 e nota 229).
Don Bruno Nobili Spinetti, parroco che si trovava sul posto per assistere e confessare i condannati a morte, raccontò che Tardelli, nel tentativo di confortare i compagni prima della fucilazione, disse loro:
Ed aggiunse anche:
Pare anche che, poco prima di essere giustiziato, si sia tolto le scarpe chiedendo che venissero donate a chi ne aveva bisogno.